# 三八五オートリース
株式会社三八五オートリース（みやごオートリース）は、青森県八戸市柏崎に本社を置く三八五流通株式会社傘下のリース・レンタル事業者である。また、日本自動車リース協会連合会 東北自動車協会及び青森県レンタカー協会の正会員である。

## レンタカー保有車両
レンタカーとしての取扱メイン車種としているマイクロバスには一部を除きテレビ、DVD、カーナビ、クーラーボックス、ETCを装備し、地上デジタル放送にも対応する。メーカー系のレンタカー会社と異なり、各メーカーの車両を保有する。また、2010年よりハイブリッドカーの導入を積極的に行うコメントをホームページ上で発表している。
取扱車種は以下のとおり
- バス（日野・リエッセII、トヨタ・コースター、三菱ふそう・ローザ、トヨタ・ハイエースコミューター）
- ワゴン系（トヨタ・ハイエースグランドキャビン）
- ミニバン系（トヨタ・アルファード、トヨタ・アルファード、トヨタ・ヴォクシー、トヨタ・ノア）
- 乗用車系（トヨタ・ヤリスＨＶ、トヨタ・カローラツーリングＨＶ、トヨタ・タンク／ルーミートヨタ・ＲＡＶ４ＰＨＶ、トヨタ・ライズなど）
- 商用系（トヨタ・プロボックスバン、トヨタ・ハイエースバン、いすゞ・エルフ（キャリアカー））

## Good price レンタカー
2012年1月よりリースアップ車両の再利用を目的とした格安レンタカーの営業を開始している。
格安レンタカー各社との差別化を図る為、カーナビ、ETCは標準で装備。
商品名を「Good priceレンタカー」として営業している。
また配車サービスは実施していない。
取扱車種は以下のとおり
- 乗用車系（スズキ・ジムニー、スバル・ＸＶ、スバル・フォレスター、スズキ・アルト、トヨタ・タウンエーストラック）

## 補償制度
全国に展開するレンタカー会社と同等の補償制度となる。

レンタル基本料金に含まれるもの
- 対人賠償 - 無制限
- 対物賠償 - 無制限（免責：5万円）
- 人身傷害 - 3000万
- 車両補償 - 時価額（免責：車種クラスにより異なる）

別途加入するものとして、免責補償制度があり、事故・車両損傷時の対物免責・車両免責が免除される。

## 沿革
- 1962年 - 有限会社八戸ドライブクラブとして業務開始
- 1971年 - 八戸レンタカーに商号変更
- 1984年 - 株式会社三八五レンタサービスに商号変更
- 1989年 - 株式会社三八五オートリースに商号変更
- 1995年 - 新社屋落成移転